# Mamihlapinatapai

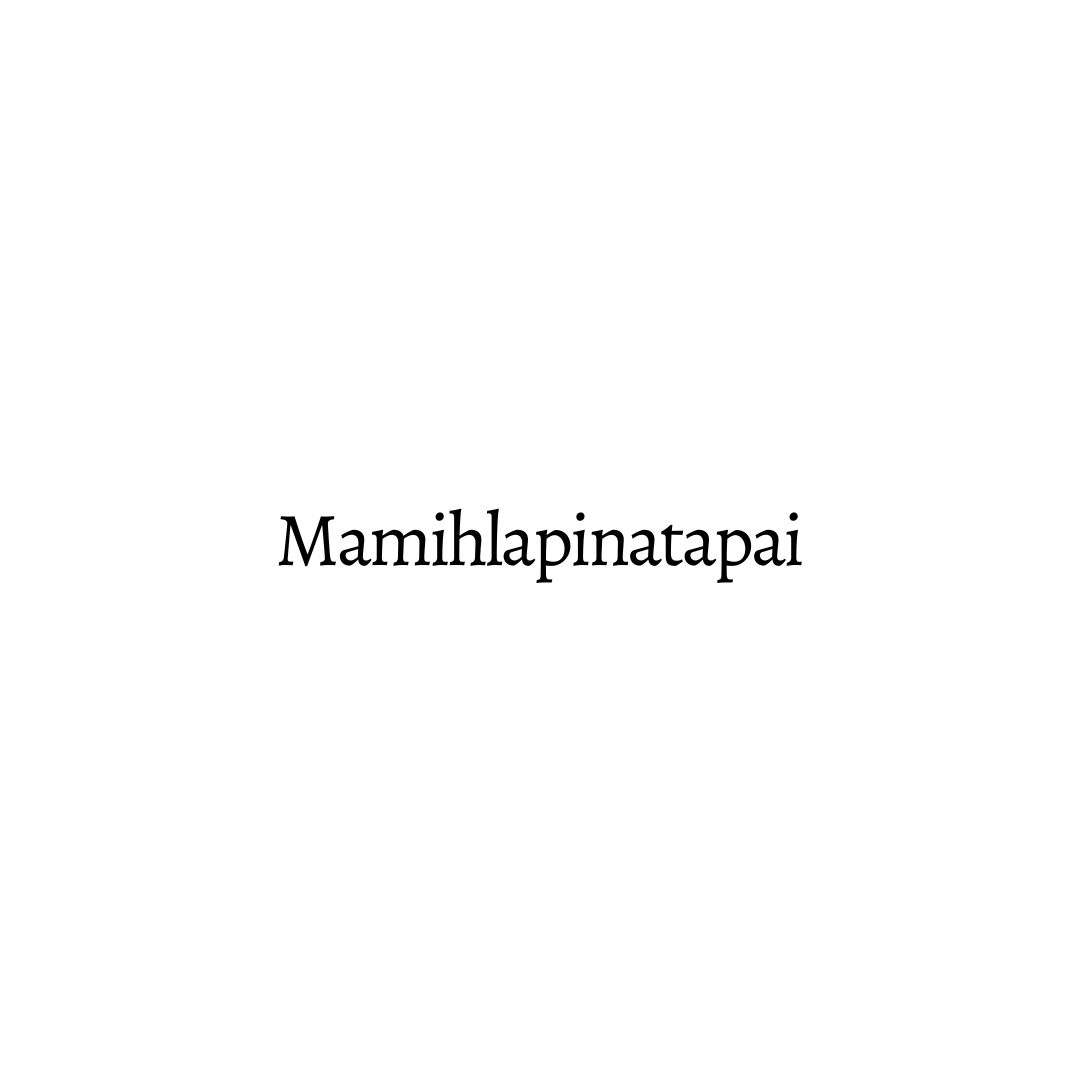

마밀라피나타파이(Mamihlapinatapai, Mamihlapinatapei)는 티에라델푸에고 제도의 야간어에서 유래한 단어이다. 기네스 세계기록에 "가장 뜻이 긴 단어"이자 가장 번역이 어려운 단어로 등록되어 있다. 뜻을 해석하자면 ‘서로에게 꼭 필요한 것이면서도 자신은 굳이 하고 싶지 않은 어떤 일에 대해서 상대방이 자원하여 해 주기를 바라면서, 두 사람 사이에서 조용하면서도 긴급하게 오가는 미묘한 눈빛.'이라고 할 수 있다. 영화 Life in a Day에서 소개되어 대중에게 알려졌으며, 자원봉사의 딜레마를 설명할 때 사용되는 경우도 있다. 쉽게 말해서 '필요성 책임전가눈빛'이라고 직역할 수 있다. 유의어는 눈치가 있다.
한 한국인이 "조별과제 조장 할 사람?"으로 요약하여 화제가 된 적이 있다.

## 같이 보기
- 눈치